# Крылья Советов (футбольный клуб, Самара)
«Кры́лья Сове́тов» (разг. — Кры́лья, сокр. — КС) — российский футбольный клуб из Самары. Бронзовый призёр чемпионата России 2004 года, двукратный финалист Кубка СССР 1953 и 1964, двукратный финалист Кубка России 2003/04 и 2020/21.

## Названия клуба
официальные
- 3 мая 1942 — «Команда капитана Карелина»[2][3][4]
- 1942—н. в. — «Крылья Советов»
- 1953 (июль — ноябрь) — «Зенит»

неофициальные прозвища
- «Волжская защепка» (сезон 1947, она же Катеначчо с 1967 года или «автобус» в настоящее время)[3][5][неавторитетный источник]
- команда «Лысых» (сезон 1961)[6][7]
- команда «Молодых чертей» (сезон 2020/21)[6][8]
- «крылышки» и «крысы» (в настоящее время)[9][неавторитетный источник][10]

## История
Осенью 1941 года, когда шла Великая Отечественная война, московский «Завод имени Фрунзе» перебазировали в Куйбышев. В его состав влились несколько предприятий, эвакуированных из других городов (Воронеж, Минск). До войны завод имел сильную заводскую футбольную команду. Весной 1942 года директор завода Михаил Жезлов предложил Виктору Федосову заняться формированием заводской футбольной команды, так как он оказался единственным из футболистов, занимавших хоть какой-то руководящий пост (мастер участка) в заводской иерархии. Так Виктор Федосов стал создателем куйбышевской футбольной команды «Крылья Советов» в 1942. В команду пришли рабочие Виктор Новиков и Пётр Бурмистров, тренером был приглашён Александр Абрамов (на заводе работал производственным диспетчером). Появилась «Команда капитана Федосова» (ввиду военного времени и засекреченности заводов — команды назывались фамилиями своих капитанов). После формирования команды и в связи с загруженностью на заводе Федосов передал капитанскую повязку своему другу и коллеге по предыдущим московским командам «Завод имени Фрунзе» и «Крылья Советов» Виктору Карелину.
В начале 1942 года председатель центрального комитета профсоюза авиационной промышленности Александр Вассерман написал письмо (по другой версии письмо написано исполняющей обязанности председателя Г. И. Лисицыной 29 марта 1942 года) наркому авиапромышленности А.И. Шахурину с просьбой организовать перевод в Москву 27 футболистов, оказавшихся в эвакуации в городах Молотове и Куйбышеве. 12 апреля заместитель наркома П.В. Дементьев решил:

Было бы неплохо организовать сильную футбольную команду в Куйбышеве и Молотове, а вызывать в Москву лучших нецелесообразно.

Так благодаря этой резолюции из работников, ранее игравших в футбол, московского «Завода имени Фрунзе», а также «Авиационного завода № 1 имени Сталина», воронежского «завода № 18 имени Ворошилова» и авиационных предприятий из Минска и Донецка была сформирована полноценная команда «Крылья Советов».
3 мая 1942 года на стадионе «Локомотив» состоялся матч «Команды капитана Карелина» (так в той игре назывались «Крылья Советов», хотя сам Карелин к тому времени уехал капитаном в «Крылья Советов» (Москва), а капитаном в той игре был Николай Михеев, который и сделал первый хет-трик команды) с «Командой товарища Константина Иванова» («Локомотив»). Счёт матча 3:5. На матче присутствовали страстный футбольный болельщик, посол Великобритании в СССР Ричард Стаффорд Криппс и советско-венгерский гроссмейстер Андрэ Лилиенталь.
Этот день и считается Днём Рождения команды.
30 июля 1944 года состоялся дебют «Крыльев Советов» в Кубке СССР. В матче 1/16 финала «Крылья Советов» уступили футболистам московского «Локомотива» со счётом 1:5.
Первую игру на первенство СССР (2-я группа) «Крылья Советов» провели на куйбышевском стадионе «Локомотив» 3 июня 1945 года с командой «Торпедо» (Горький) и завершили её вничью со счётом 1:1. Гол, ставший для «Крыльев Советов» первым в чемпионатах СССР, забил Пётр Бурмистров. Во втором матче «Крылья Советов» дома одержали победу над ленинградским «Спартаком» (3:0), а затем победили со счётом 2:1 «Балтфлот». Потом были выездные победы в Новосибирске, Челябинске, Свердловске и Молотове. «Крылья Советов» вышли в лидеры группы, а за один тур до окончания чемпионата, обыграв одесский «Пищевик» (5:1), обеспечили себе выход в первую группу.
19 апреля 1946 года в Алма-Ате «Крылья Советов» провели свой первый матч в высшем дивизионе СССР и уступили ленинградскому «Зениту» со счётом 1:2.

### 1948 год. Быть или не быть
16 сентября 1948 года руководители ЦС общества «Крылья Советов» пришли к выводу, что два клуба высшего дивизиона для их общества содержать слишком обременительно, и из двух команд Куйбышева и Москвы решили сохранить лишь одну. В матче второго круга в Москве одноклубники выясняли, кому из них придётся сойти со сцены по ходу встречи. Москвичи вели в счёте 1:0, но гол куйбышевца Петра Бурмистрова «похоронил» надежды хозяев поля. Поскольку в первом круге дома волжане одержали победу 1:0, право представлять «Крылья Советов» в высшем дивизионе получили они. Московские «Крылья Советов» были расформированы и прекратили своё существование ещё за 4 года до знаменитого разгона ЦДСА.

### 1947—1954 «Волжская защепка»
Александр Абрамов — человек, стоявший у истоков создания «Волжской защепки» — модели ведения игры, которая ориентировалась на низкорослых игроков, способных проводить быстрые контратаки, строгую игру в обороне и позиционную защиту. Абрамов уже в конце 40-х осознавал важность командной работы без мяча и уделял большое внимание тактической подготовке своих игроков, что для того времени было редкостью. Также Александр Кузьмич славился своим нестандартным подходом к формированию состава команды и одним из ярких примеров стал вратарь Владимир Корнилов, футболист, который не подходил по физическим стандартам на роль вратаря (рост: 176 см). Однако именно Корнилов станет одним из лидеров команды, оправдав доверие Абрамова. Благодаря новому стилю игры «Крылья Советов» начали выдавать результат, и сезон 1951 стал особенным для Куйбышева. В первый раз волжане заняли четвёртое место в чемпионате СССР, причём уступили третье призовое место донецкому «Шахтёру» только по худшему соотношению забитых и пропущенных мячей (в то время при равенстве очков считали не разницу мячей, а их соотношение). «Крылья Советов» в 28 матчах имели 11 побед, 12 ничьих, 5 поражений, 34 очка и до второго места в первенстве страны не хватило всего два балла. В 1953 году «Крылья Советов» возглавил Пётр Бурмистров. Сохранив игровой почерк «Волжской защепки», ему удалось вывести команду в финал Кубка СССР 1953, где волжане уступили в равной борьбе московскому «Динамо» во главе с легендарным Львом Яшиным.
Ключевыми игроками команды времён «Волжской защепки» были такие футболисты, как Владимир Корнилов, Иван Ширяев, Александр Скорохов, Виктор Карпов, Василий Васильев, Александр Гулевский, Виктор Ворошилов, Вадим Редкин, Дмитрий Синяков, Борис Смыслов, Фёдор Новиков, Виктор Кирш, Игорь Гаврилов. «Волжская защепка» перестала существовать в 1954 году, когда из команды ушла целая группа опытных футболистов, составлявших основу этой тактической схемы.

### 1953—1991
Первую половину сезона 1953 года команда выступала под названием «Крылья Советов», вторую — под названием «Зенит», поскольку летом Центральный совет спортобщества «Крылья Советов» был включён в ДСО «Зенит», объединявшем предприятия ряда отраслей оборонной промышленности. Но вскоре произошла очередная реорганизация, и ДСО «Крылья Советов» вновь возглавило спортивную жизнь в среде работников авиапромышленности. Сезон был уникальным — «Крылья Советов» поучаствовали в обоих «золотых матчах»: за золотые медали чемпионата СССР и за Кубок СССР. 11 сентября в рамках последнего тура «Зенит» (Куйбышев) играл в Москве против московского «Спартака». Куйбышевцы оказали достойное сопротивление действующим чемпионам, но Симонян после паса Дементьева смог расцепить «волжскую защепку», забив победный гол. Благодаря этой победе столичный «Спартак» в 5-й раз стал чемпионом страны. «Зенит» занял 7-е место из 11 команд (12-я команда — МВО была расформирована, проведя 6 матчей, были аннулированы все её результаты, в том числе матча в Куйбышеве с «Крыльями Советов» — 1:1). 10 октября «Зенит» (Куйбышев) впервые в своей истории вышел в финал Кубка СССР (в 1/4 и 1/2 финала в Москве были обыграны столичные «Торпедо» и «Локомотив» — 1:0 и 2:0 соответственно). Финал проводился в Москве, на стадионе «Динамо». И вновь всё решил 1 гол — точный удар Сальникова на 7-й минуте принёс победу московскому «Динамо».
11 сентября 1955 года «Крылья Советов» провели свой первый международный матч на самарском стадионе «Динамо» со сборной Индии (счёт 4:1).
Большая спортивная арена «Лужники́» была открыта 31 июля 1956 года товарищеским футбольным матчем между сборными РСФСР и КНР. В сборной РСФСР приняли участие игроки «Крыльев Советов» вратарь Владимир Мигалёв и нападающий Вадим Редкин. Единственный победный мяч в ворота сборной Китая забил Вадим Редкин. В «Лужниках» была вывешена мемориальная табличка с упоминанием имени футболиста.

### 1991—1993
После распада СССР «Крылья Советов» оказались в высшей лиге. Самарский клуб дебютировал в чемпионате России в Москве 29 марта 1992 года в матче против столичного «Спартака» (0:5). Свою первую победу в чемпионате России «Крылья Советов» одержали 12 апреля 1992 года в домашнем матче против петербургского «Зенита» со счётом 1:0, гол забил Александр Цыганков. 7 сентября 1992 года в гостевом матче с «Динамо» (Ставрополь) «Крылья Советов» потерпели поражение со счётом 0:2, но за участие в составе «Динамо» дисквалифицированного футболиста хозяевам было засчитано техническое поражение — 0:3. Так была «добыта» первая победа «Крыльев Советов» на чужом поле. Автор первого гола «Крыльев Советов» в чемпионате России — Рустям Фахрутдинов, 9 апреля 1992 года, 16 мин. домашнего матча против московского «Асмарала», матч закончился волевой победой гостей — 1:2. Автор первого гола в ворота соперника на чужом поле — Сергей Макеев. Мяч забит на 75-й минуте матча против ярославского «Шинника» 2 мая 1992 года. Матч закончился со счётом 2:2, это была первая ничья «Крыльев Советов» на поле соперника. Первая ничья на поле стадиона «Металлург» зафиксирована 25 апреля 1992 года в матче «Крылья Советов» — «Ротор» — 0:0. Первый мяч «Крылья» пропустили на 6-й минуте своего дебютного матча в чемпионате России против московского «Спартака» от Владимира Бесчастных. Первый пропущенный мяч на своём поле — от игрока московского «Асмарала» Владимира Фомичёва 9 апреля 1992 года на 17-й минуте матча. В самом первом сезоне российских чемпионатов они заняли 14-е место из 20 команд. В сезоне 1993 «Крылья Советов» заняли 14-е место и выиграли переходный турнир среди команд, занявших последние шесть мест (наряду с «Крыльями Советов» в нём выступали «Лада», «Динамо-Газовик», «Луч», «Черноморец» и «Океан»), что позволило самарцам остаться в элите российского футбола.

### 1994—1998 «Пятилетка Аверьянова»
В сезоне-1994 «Крылья Советов» вместо Виктора Антиховича возглавил Александр Аверьянов. В дебютном сезоне под руководством бывшего главного тренера анапского «Спартака» самарцы заняли 13-е место, а в Кубке России дошли до 1/16 финала, уступив новотроицкому «Металлургу». В сезоне — 1995 команду пополнил Зураб Циклаури. Первая гостевая победа, достигнутая непосредственно в игре, одержана 29 июля 1995 года в матче против «Текстильщика» (Камышин) со счётом 2:1. 1995 год для команды сложился неудачно — предпоследнее, 15-е место. Чемпионат России 1996 завершился более удачно — 9-е место. Сезон — 1997 на тот момент стал самым удачным — 7-е место, и полузащитник Виктор Булатов, забив 11 мячей, вошёл в список «33 лучших». Также «Крылья Советов» дошли до полуфинала кубка России, проиграв московскому «Локомотиву». В 4-м туре в матче против владикавказской «Алании» установлен рекорд посещаемости: 44 000 зрителей. В 1998 году команда скатилась на 12-е место, набрав 35 очков. В том же сезоне «Крылья Советов» покинул один из важнейших игроков клуба, любимец болельщиков, Гарник Авалян, перешедший в элистинский «Уралан».

### 1999—2003
В 1999 году президентом команды стал вице-президент инвестиционно-промышленной группы «Сибирский алюминий» Герман Ткаченко. Первыми приобретениями нового руководителя стали известный игрок «Спартака», пятикратный чемпион России Рамиз Мамедов и будущая звезда московских клубов «Локомотив» и ЦСКА Сергей Игнашевич. Место главного тренера занял Александр Тарханов. В чемпионате России 1999 года «Крылья Советов» заняли 12-е место. В 2000 году команду пополнили полузащитник киевского ЦСКА Андрей Каряка и 18-летний игрок «КАМАЗа-Чаллы» Антон Бобёр. 2000 год «Крылья Советов» начали с победы над «Ураланом». Но в итоге сезон самарцы провели нестабильно: чередуя громкие победы над «Спартаком» и ЦСКА с поражениями от «Факела» и «Черноморца», с 29 набранными очками клуб занял 14-е место. Сезон—2001 сложился более удачно: в стартовых 5 турах ничья с «Анжи» (0:0) и 4 победы над «Динамо» (0:1), ЦСКА (0:3), «Торпедо» (3:0), «Аланией» (0:1) и «Локомотивом» (1:2). В итоге — 5 место. Сразу 4 игрока клуба попали в список «33 лучших» — Евгений Бушманов, Андрей Каряка, Андрей Коновалов и Андрей Тихонов. «Крылья Советов» хорошо выступили и в кубке России, повторив собственное достижение 4-летней давности, дойдя до полуфинала, но уступив в нём «Анжи».
6 июля 2002 года «Крылья Советов» после триумфа на европейском уровне, начали своё выступление со второго раунда Кубка Интертото. В первом своём матче на стадионе «Металлург» «Крылья Советов» одержали крупную победу над латвийским клубом «Динабург». Автором первого мяча в ворота соперника в еврокубках стал игрок сборной России Андрей Каряка. А Робертас Пошкус и Рожерио Гаушу довели счёт до крупного — 3:0. В следующем раунде «Крылья Советов» уверенно справились с голландским клубом «Виллем II» — 3:1. Мячи забили Ковба, Радимов со штрафного и Рожерио Гаушу. У соперника отличился Денни Ландзат с пенальти. Однако во втором матче в Тилбурге самарцы уступили со счётом 0:2, положительным для голландцев, которые благодаря мячу на чужом поле прошли дальше. В чемпионате «Крылья Советов» повторили прошлогодний результат — 5-е место. Сезон 2003 команда закончила на 9 месте. После него клуб покинул её главный тренер Александр Тарханов, его преемником стал бывший наставник «Анжи» Гаджи Гаджиев.

### 2004 «Бронзовые Крылья»
Сезон—2004 стал историческим для команды. В 13 туре был обыгран «Локомотив» — 1:0, а до этого волжане праздновали победы в матчах с другими именитыми соперниками — «Спартаком» (4:2) и «Зенитом» (2:1). После победы над «железнодорожниками» в чемпионате наступил перерыв, связанный с проведением Евро-2004. В составе сборной России на турнир отправились два представителя самарского клуба — полузащитник Андрей Каряка и защитник Александр Анюков (3 и 1 проведённый матчи соответственно). Возобновление чемпионата «Крылья Советов» отметили победами над «Аланией» (4:2) и «Ростовом» (2:1). Перед 29 туром «Зенит» опережал самарцев на 3 очка. Чтобы бронза уехала в Санкт-Петербург, «Зениту» достаточно было сыграть вничью в домашнем матче с «Москвой». Но петербуржцы потерпели поражение со счётом 2:3, а «Крылья Советов», между тем, дома одолели «Ротор» — 1:0. Решающим для волжан матчем стал гостевой матч с раменским «Сатурном», который состоялся 12 ноября. Победу одержал самарский клуб благодаря голам Анюкова и Колодина. Параллельно «Зенит» в Волгограде разгромил местный «Ротор» — 2:5. При равенстве очков (обе команды набрали по 56 баллов) решающую роль сыграли матчи между командами, 1:2 на «Петровском» и 0:1 на «Металлурге», гол на выезде стал определяющим. «Крылья Советов» впервые в своей истории вошли в тройку сильнейших чемпионата России, завоевав бронзовые медали. В том же году, 29 мая, самарцы дошли до финала кубка, где встречались с грозненским «Тереком». Матч получился упорным, нули на табло держались вплоть до 90-й минуты, однако матч был выигран грозненцами, когда на 2-й минуте добавленного времени Андрей Федьков принёс победу «Тереку».

### 2005—2007
Подготовку к сезону — 2005 «Крылья Советов» начали контрольными матчами с голландским ПСВ, киевским «Динамо» и испанским «Рекреативо». Матчи с киевлянами и испанцами закончились победами последних 2:4 и 0:1 соответственно. Позже «Крылья Советов» провели ещё несколько матчей с российскими и зарубежными командами. В начале сезона клуб лишился двух своих ключевых игроков — бразильцев Соузы, покинувшего команду после 4 туров, и Мойзеса. 12 марта самарцы стартовали в чемпионате России победой над «Аланией». Следующие три матча сложились неудачно: поражение в Грозном, упущенная победа в домашнем матче с «Томью» и разгромное поражение в Москве от ЦСКА 0:5. После ничьей с «Локомотивом» в следующем туре, последовала победа над «Зенитом» 3:0.
По ходу сезона президент клуба Герман Ткаченко предпринимал безуспешные поиски спонсора. В конце концов Ткаченко продал «Крылья Советов» администрации Самарской области. Клуб распродал своих лидеров: 26 июня последние матчи за «Крылья Советов» провели главный бомбардир Андрей Каряка, ушедший в «Бенфику», и защитник Денис Колодин, подписавший контракт с московским «Динамо». Потом последовала ничья с «Ростовом» и четыре поражения подряд. Команда находилась в критической ситуации: Анюков вместе с нападающим Пошкусом перешли в «Зенит», Овие составил компанию Колодину в «Динамо», Короман и Кингстон ушли в «Терек». Приобрели и была арендована большая группа футболистов из российских и зарубежных клубов: Андрей Соломатин, Нериус Бараса, уже выступавший в Самаре, Бахтиёр Ашурматов, Флорин Шоавэ из «Спартака», Махач Гаджиев, полузащитник «Динамо» (Киев) и сборной Украины Андрей Гусин, игрок «Москвы» Баба Адаму, нападающий «Вольфсбурга» Марко Топич и румын Космин Бэркэуан. Но результата не было. 6 августа в домашнем матче с ЦСКА ганский нападающий Баба Адаму отобрал два очка у гостей, забив спасительный для волжан мяч за минуту до конца основного времени — 2:2. Но потом снова три поражения подряд. Первая победа спустя долгое время была одержана над «Сатурном». В 26-м туре со счётом 4:1 была разгромлена «Москва». За два тура до конца, обыграв «Амкар», и затем проиграв оба матча, «Крылья Советов» заняли спасительное для них 14-е место, на 6 очков оторвавшись от «Алании».
В этом сезоне самарцы дебютировали в Кубке УЕФА. После побед в 3-м квалификационном раунде (2 раза по 2:0) над белорусским БАТЭ в 1-м раунде основного турнира «Крыльям Советов» в соперники достался голландский клуб АЗ, на тот момент возглавляемый именитым специалистом Луи ван Галем. В первом матче на своём стадионе самарцы одержали победу 5:3. Поражение в ответной игре со счётом 1:3 привело к вылету из Кубка УЕФА.
Сезон 2006 клуб начал товарищескими матчами с рядом российских и иностранных команд.

### Сезон 2009 года
25 февраля 2009 года президенты клуба «Крылья Советов» и «Интера», Игорь Завьялов и Массимо Моратти подписали контракт о сотрудничестве. По приглашению итальянской стороны в конце года ведущие специалисты служб «Крыльев Советов» отправились в Милан на стажировку. В «Крыльях Советов» были получены гарантии того, что у гостей будет возможность встретиться с руководителями и ключевыми сотрудниками каждого из подразделений прославленного клуба. Были изучены вопросы спортивной медицины, селекции и скаутинга, работы со спортивными организациями, средствами массовой информации, болельщиками и многие другие аспекты жизнедеятельности «Интера».
…Нас подробно познакомили с тем, как работает вся система подготовки молодых игроков — от шестилетнего возраста до игроков молодёжного состава. В Самаре предстоит сделать многое в плане организации деятельности детских школ, строительства полей и стадионов, прочей инфраструктуры. Руководство «Ростехнологий», занимаясь футболом, прежде всего, преследует цели, связанные с комплексным развитием всей футбольной системы. Учитывая важность детского и массового футбола, острую необходимость воспитания молодых российских игроков, польза от состоявшихся сегодня встреч несомненна. Мы благодарны специалистам «Интера», отвечающим за воспитание молодёжи, за ту информацию, которую они нам предоставили. Многое из опыта миланского клуба будет нам полезно…
Юрий Газзаев главный тренер «Крыльев Советов»
Сезон—2009 начался для «Крыльев Советов» неплохо: в стартовом матче была обыграна «Томь» (1:0) благодаря мячу Евгения Савина. В 6-м туре в гостях было повержено московское «Динамо» — 0:1. После двух поражений от ЦСКА и «Зенита» были обыграны «Кубань» и «Спартак-Нальчик», оба матча закончились минимальной победой «Крыльев Советов». После 11 туров они занимали 3-е место и совсем немного уступали лидеру чемпионата. После этого у «Крыльев Советов» наступила чёрная полоса: клуб в пяти последующих матчах набрал всего 1 очко. Вскоре перед матчем 25-го тура с ФК «Москва» команду покинул главный тренер Леонид Слуцкий, и исполняющим обязанности был назначен бывший тренер «КАМАЗа» Юрий Газзаев. Свою дебютную встречу Газзаев проиграл со счётом 1:2 в гостях ФК «Москва». Затем дома была одержана победа над грозненским «Тереком» — 2:0. По ходу сезона к команде присоединились арендованные игроки — Рамон, Роман Адамов и Роман Шишкин. В 20-м туре «Крылья Советов» дома встречались с московским «Динамо». Самарцы одержали победу со счётом 3:1 благодаря дублю новичка команды Адамова, первый мяч на счету Иржи Ярошика. Следующую громкую победу «Крылья Советов» одержали над московским «Спартаком» со счётом 2:1, что практически лишило команду Валерия Карпина шансов на успех в борьбе за золото чемпионата с казанским «Рубином». «Крылья Советов» закончили сезон двумя поражениями с одинаковым счётом 3:1 от «Сатурна» и «Томи» и заняли 10-е место с 36 набранными очками. В кубке России команда успеха не добилась, дойдя до 1/8 финала и уступив там новосибирской «Сибири».

### Сезон 2010 года
Этот год стал самым трудным для команды в её российской истории, она могла вообще исчезнуть. За клубом числились огромные долги, составлявшие около 100 миллионов долларов. Однако благодаря массовым выступлениям болельщиков, писавших открытые письма, организовывавших митинги, пикеты в Самаре и Москве и голодовку в Музее самарского футбола, на уровне правительства РФ было принято решение о финансировании самарского клуба пулом федеральных и региональных спонсоров. В такой напряжённой обстановке команда продолжала готовиться к сезону, несмотря на то, что этот чемпионат мог для неё и не начаться. Самарцы провели 17 контрольных матчей с восточноевропейскими и российскими командами; среди других соперников оказались бразильский «Наутико» и датский «Силкеборг». В трансферной политике также были большие проблемы. Команду покинула многочисленная колония игроков, определявших лицо «Крыльев Советов» на протяжении двух последних сезонов: Коллер, Ярошик, Адамов и Калачёв, перешедшие в «Ростов», Рамон, пребывавший в аренде, Игнатьев перебрался в «Локомотив». Достойную замену ушедшим игрокам из-за тяжёлого финансового положения найти было трудно, и в итоге в Самаре оказались Игорь Стрелков, Артур Рылов, Александр Алхазов и другие молодые футболисты.
С небогатым по именам подбором игроков главный тренер Юрий Газзаев провёл первый матч в сезоне. Обновлённый «Зенит» под руководством Лучано Спалетти с трудом одержал победу на «Металлурге» со счётом 1:0. Но это было только началом неприятной для команды серии матчей из четырёх поражений подряд на старте сезона. Во втором туре случилось разгромное поражение в Москве от «Локомотива» — 3:0. Затем последовал домашний проигрыш «Томи» — 2:3, причём к 12-й минуте самарцы вели со счётом 2:0, после автоголов Иванова и Гультяева, но затем томичи перехватили инициативу и ещё до перерыва оформили окончательный счёт. В Грозном команда также проиграла: Эктор Бракамонте, оформив дубль, принёс победу «Тереку». Свои первые три очка «Крылья Советов» взяли в домашнем матче с «Сатурном», выиграв со счётом 2:1. Победный мяч со штрафного забил новичок «Крыльев Советов» серб Ненад Джорджевич. Но затем снова последовало поражение — в Нальчике от местного «Спартака» (1:0). Проведя два матча вничью — с «Амкаром» и в гостях с «Анжи», «Крылья Советов» одержали вторую победу в сезоне, победив дома с минимальным счётом «Аланию» благодаря мячу Игоря Стрелкова.
Разгромным проигрышем «Сибири» (4:1) в гостях началась самая длительная в году серия матчей без побед — 10 матчей с разницей мячей 6:16. После пятого матча этой серии — с московским «Спартаком», завершившимся вничью (0:0), Юрий Газзаев объявил о своей отставке. В команду в третий раз пришёл Александр Тарханов, уже работавший в Самаре с 1999 по 2003 года. Он также возглавлял клуб в конце сезона 2007, когда спас команду от вылета в Первый дивизион. Первый матч в качестве главного тренера Тарханов провёл 31 июля против столичного «Динамо». Встреча закончилась мирным исходом — 1:1, но уже тогда было видно явное смещение акцента игры самарцев на атаку, что при прошлом главном тренере не наблюдалось, ведь за первый круг первенства «Крылья Советов» забили меньше всех мячей. За ничейными результатами в матчах с «Локомотивом» и «Томью» последовало домашнее поражение от «Терека»(1:3). После этого матча «Крылья Советов» занимали последнее, 16 место.
«Крылья Советов» продолжали решать трансферные проблемы и дозаявили трёх новых игроков: Павла Яковлева из «Спартака», Антона Соснина из «Зенита» и македонца Артима Положани. После поражения от «Амкара» Александр Тарханов принял решение расстаться с тремя футболистами: Русланом Аджинджалом, Александром Белозёровым и Сергеем Будылиным. По официальной формулировке — «за снижение спортивных результатов и отношение к своим профессиональным обязанностям». Но несмотря на потерю ведущих игроков, вскоре команда провела четырёхматчевую беспроигрышную серию, состоящую из побед над «Анжи» (3:0), «Аланией» (3:2), «Ростовом» (2:1) и ничьей с «Сибирью» (1:1). Наиболее интересными выдались поединки во Владикавказе и в Ростове-на-Дону. В матче с «Аланией» самарцы к 74 минуте практически обеспечили себе победу, благодаря голам Самсонова, Цаллагова и Яковлева, но владикавказцы за три минуты забили два мяча. В следующем матче с «Ростовом» на 10-й минуте Ненад Джорджевич подставил голову под подачу партнёра со штрафного и открыл счёт в матче. На 37-й минуте бывший форвард самарцев Роман Адамов протолкнул мяч в ворота Эдуардо Лобоса. Победу в этой встрече «Крыльям Советов» принёс обводящий удар с угла штрафной Павла Яковлева. 10 очков, набранных за 4 матча, подняли самарский клуб на 12-е место.
Волжанам предстояли пять труднейших встреч с ведущими клубами страны: «Рубином», ЦСКА, «Спартаком», «Зенитом» и «Динамо». После поражения от казанцев «Крылья Советов» проиграли ЦСКА (3:4). Ничья со «Спартаком» считалась положительным результатом, но кульминация борьбы за выживание должна была произойти в оставшихся двух турах. Вход на матч с «Динамо» по указанию руководства клуба был сделан бесплатным, в результате был установлен рекорд посещаемости в сезоне. «Крылья Советов» победили московский клуб со счётом 1:0 и в последнем туре в Санкт-Петербурге смогли добиться нулевой ничьей с обеспечившим себе чемпионский титул «Зенитом». В итоге, самарский клуб сумел сохранить себе место в элитном дивизионе российского футбола.

### 2011/2012
Перед стартом самого длинного чемпионата в российской истории клуб значительно обновил состав. Покинули команду два дольше всех игравших легионера в истории клуба — бразилец Леилтон (с 2003 г.), подписавший контракт с нижегородской «Волгой», и чилийский голкипер Эдуардо Лобос (с 2005), вернувшийся на Родину в Чили. Также покинул клуб Павел Яковлев. Молодой нападающий помог самарской команде сохранить прописку в элите и был признан лучшим игроком команды в 2010 году, но по окончании чемпионата вернулся в родной «Спартак». Несмотря на невысокие финансовые возможности, пополнение выглядело солидным. Большинство новичков составляли молодые и перспективные игроки. Самыми опытными выглядели участник ЧМ-2010, алжирский вратарь Раис М’Боли, украинский универсал Владимир Приёмов, не прижившийся в донецком «Шахтёре», автор гола в ворота сборной России в московском матче словенец Нейц Печник и дуэт из покинувшей Премьер-Лигу «Сибири» — обладатель пушечного удара Дмитрий Молош и французский защитник Стив Жозеф-Ренет. Позднее к команде присоединился и Огнен Короман, уже игравший ранее за самарский клуб.
Стартовали «Крылья Советов» в первом туре гостевым матчем с нальчикским «Спартаком». Из-за неблагоприятного состояния поля в Нальчике встречу перенесли в Грозный. Матч получился с одинаковым количеством голевых моментов, но на 89-й минуте грубый подкат капитана «Крыльев» Ивана Таранова привёл к назначению пенальти, который реализовал бразилец Леандро.
Самара готовилась к открытию футбольного сезона матчем с ЦСКА, однако состояние газона было признано неудовлетворительным, и встреча была перенесена на резервный день. Следующий матч с «Амкаром» закончился со счётом 1:1. Из-за состояния поля под угрозой переноса находился домашний матч с «Динамо». Но совместная комиссия РФС и РФПЛ допустила стадион к принятию игры. Несмотря на дождь, ливший в Самаре весь день, на трибунах собралось около 15 000 зрителей. Из-за размокшего поля игра не получилась зрелищной. Судьбу встречи решил угловой на 86-й минуте: после подачи мяч отскочил к Джорджевичу, который забил единственный гол, принёсший победу «Крыльям». Потом была домашняя нулевая ничья с «Краснодаром» и гостевое поражение от «Зенита» со счётом 3:0. В домашней встрече с казанским «Рубином» была зафиксирована ничья, как и в следующем матче в Томске.
На отрезке с 15 по 25 мая «Крылья Советов» проиграли трём московским клубами — «Спартаку», «Динамо» и ЦСКА. Матч с «Ростовом» закончился со счётом 2:2. Затем было поражение в гостях от «Волги» и победа 14 июня над «Кубанью» — 1:0. После матчей — 2:0 в Грозном и 0:2 от «Спартака-Нальчика» на «Металлурге» был уволен Александр Тарханов, а команда опустилась на последнее место.
Приоритетной задачей для клуба стал поиск нового тренера для команды. Из всех фигурировавших в списке возможных кандидатур (Анатолий Бышовец, Александр Бородюк, Юрий Красножан) согласие дал экс-наставник «Динамо» Андрей Кобелев.

### 2012/2013
Кобелев подал в отставку 15 ноября 2012 года. И. о. главного тренера был назначен Александр Цыганков. 29 декабря 2012 года на пост главного тренера был назначен Гаджи Гаджиев. В феврале 2013 года самарский адвокат Андрей Пашков заявил, что является владельцем клуба, купив его у офшорной компании за 80 тыс. рублей. По итогам сезона «Крылья» заняли 14-е место и попали в переходной плей-офф.
В двухматчевом противостоянии с нальчикским «Спартаком» «Крылья Советов» сохранили прописку в РФПЛ на сезон 2013/14. Первый матч в Самаре был выигран со счётом 2:0, а ответная игра в Нальчике закончилась со счётом 5:2. Дублями в составе «Крыльев» отметились Бенуа Ангбва и Игорь Портнягин.

### 2013/2014
8 августа 2013 год после пяти туров сезона 2013/14 Гаджиев расторг контракт с клубом в связи с переходом на должность главного тренера «Анжи». И. о. главного тренера был вновь назначен Александр Цыганков, при котором команда во второй половине чемпионата смогла выиграть только один матч при двух ничьих и восьми поражениях, опустилась в зону вылета, но в итоге всё-таки попала в переходной плей-офф. В нём «Крылья Советов» проиграли московскому «Торпедо» по сумме двух матчей (0:2 на выезде и 0:0 дома) и впервые в своей истории опустились на уровень ФНЛ.

### 2014/2015
После вылета под личный патронаж команду взял губернатор Самарской области Николай Меркушкин, с поста генерального директора клуба был уволен Денис Маслов, вместо него назначен работавший в структуре клуба с 2005 года Виталий Шашков. Тренером команды впервые в её истории был назначен иностранный специалист — бельгиец Франк Веркаутерен, значительные изменения произошли в составе команды. Остались в команде её многолетние лидеры — Иван Таранов, Сергей Корниленко и Ибрагим Цаллагов. На протяжении сезона команда находилась в первой четвёрке, однако не показывала стабильной и яркой игры. Весной «Крылья Советов» увереннее своих соперников прошли турнирную дистанцию, отодвинув «Анжи» на второе место и завоевали золотые медали Первенства ФНЛ. По итогам чемпионата «Крылья» стали командой с наименьшим количеством пропущенных мячей, а голкипер Евгений Конюхов установил рекордную сухую серию для соревнований второй по значимости российской лиги, которая составила 1149 минут.

### С сезона 2015/2016
В сезоне 2015/16 команда заняла 9 место в Премьер-лиге. В сезоне 2016/2017 «Крылья Советов» заняли 15 место и во второй раз покинули Премьер-лигу. В сезоне 2017/18 клуб получил новый домашний стадион «Самара Арена» и последние две игры провёл в присутствии 54 636 зрителей, в матче 37 тура первенства ФНЛ с «Кубанью», который состоялся 6 мая, обновился рекорд посещаемости домашних матчей клуба в веке. Согласно официальному протоколу, на игре присутствовало 40 619 зрителей. Предыдущие 19 домашних матчей сезона (с учётом двух матчей на Кубок России), проведённые на стадионе «Металлург», посетило 112 187 зрителей. Клуб вышел в РПЛ со второго места. По итогам сезона 2018/19 «Крылья Советов» под руководством Миодрага Божовича заняли 13 место, но сохранили прописку в Премьер-лиге переиграв в стыковых матчах «Нижний Новгород». В сезоне 2019/20 клуб занял 15 место и покинул РПЛ в третий раз. За несколько туров до окончания чемпионата Божович был уволен, и его место занял Андрей Талалаев, однако не проработав и месяца, 26 июля 2020 года он перешёл в «Ахмат».
Главным тренером в сезоне 2020/21 стал Игорь Осинькин. Клуб играл в ФНЛ и занял первое место, набрав рекордные 101 очко и забив 100 голов. Иван Сергеев побил рекорд бомбардиров первой лиги, забив за сезон 40 голов. В Кубке России «Крылья Советов» дошли до финала, обыграв по пути 4 команды РПЛ и не пропустив от них ни одного гола с игры. В финале Кубка 12 мая 2021 года команда уступила московскому «Локомотиву» 1:3.

## «Крылья Советов-2», резерв
В сезонах 2000, 2017/18 и 2020/21 во втором дивизионе / ПФЛ играла вторая команда клуба «Крылья Советов-2». Параллельно участию главной команды в чемпионате Премьер-лиги молодёжная команда играет в проводящемся с 2001 года турнире дублёров (с 2008 года преобразован в молодёжное первенство, с 2022 года — Молодёжная футбольная лига).
Академия футбола
В сезонах 2013—2019 в III дивизионе (ЛФК; МФС «Приволжье») и зональном кубке играла команда «Крылья Советов-ЦПФ»/«Крылья Советов-М-ЦПФ».
25 декабря 2019 года РФС Центру подготовки футболистов присвоен статус «Академия футбола высшей категории».
Помимо Молодёжной футбольной лиги академия представлена также в межрегиональной ЮФЛ-Приволжье

## Статистика выступлений
График выступления ФК «Крылья Советов» в чемпионатах СССР (красная линия) и России (синяя линия)

#### Чемпионат России
Список сезонов ФК «Крылья советов» в чемпионате России
| Сезон   | Чемпионат, лига | Место | И  | В  | Н  | П  | О   | Мячи   | Бомбардир                 |
| ------- | --------------- | ----- | -- | -- | -- | -- | --- | ------ | ------------------------- |
| 1992    | Высшая лига*    | 14    | 18 | 5  | 8  | 5  | 18  | 12-19  | Фахрутдинов — 10          |
| 1992    | Высшая лига*    | 14    | 10 | 4  | 4  | 2  | 12  | 7-8    | Фахрутдинов — 10          |
| 1992    | Высшая лига*    | 14    | 12 | 5  | 3  | 4  | 13  | 15-8   | Фахрутдинов — 10          |
| 1992    | Высшая лига*    | 14    | 22 | 9  | 7  | 6  | 25  | 22-16  | Фахрутдинов — 10          |
| 1992    | Высшая лига*    | 14    | 30 | 10 | 11 | 9  | 31  | 27-27  | Фахрутдинов — 10          |
| 1993    | Высшая лига     | 14    | 34 | 9  | 12 | 13 | 30  | 37-47  | Ремезов — 11              |
| 1994    | Высшая лига     | 13    | 30 | 6  | 12 | 12 | 24  | 30-51  | Сафронов — 7              |
| 1995    | Высшая лига     | 15    | 30 | 6  | 8  | 16 | 26  | 34-65  | Авалян — 10               |
| 1996    | Высшая лига     | 9     | 34 | 12 | 9  | 13 | 45  | 31-38  | Махлюф — 6                |
| 1997    | Высшая лига     | 7     | 34 | 14 | 7  | 13 | 49  | 32-30  | С. Булатов — 9            |
| 1998    | Высший дивизион | 12    | 30 | 9  | 8  | 13 | 35  | 25-37  | Циклаури — 6              |
| 1999    | Высший дивизион | 12    | 30 | 8  | 7  | 15 | 31  | 39-49  | Микаелян — 8              |
| 2000    | Высший дивизион | 14    | 30 | 8  | 5  | 17 | 29  | 25-45  | Касымов — 5               |
| 2001    | Высший дивизион | 5     | 30 | 14 | 7  | 9  | 49  | 38-23  | Каряка — 9                |
| 2002    | Премьер-лига    | 5     | 30 | 15 | 4  | 11 | 49  | 39-32  | Каряка — 12               |
| 2003    | Премьер-лига    | 9     | 30 | 11 | 9  | 10 | 42  | 38-33  | Каряка и Тихонов по 9     |
| 2004    | Премьер-лига    | 3     | 30 | 17 | 5  | 8  | 56  | 50-41  | Каряка — 17               |
| 2005    | Премьер-лига    | 14    | 30 | 7  | 8  | 15 | 29  | 29-44  | Гусин — 7                 |
| 2006    | Премьер-лига    | 10    | 30 | 10 | 8  | 12 | 38  | 37-35  | Топич — 7                 |
| 2007    | Премьер-лига    | 13    | 30 | 8  | 8  | 14 | 32  | 35-46  | Муджири — 9               |
| 2008    | Премьер-лига    | 6     | 30 | 12 | 12 | 6  | 48  | 46-28  | Бобёр — 8                 |
| 2009    | Премьер-лига    | 10    | 30 | 10 | 6  | 14 | 36  | 32-42  | Коллер — 9                |
| 2010    | Премьер-лига    | 13    | 30 | 7  | 10 | 13 | 31  | 28-40  | Савин и Яковлев по 4      |
| 2011/12 | Премьер-лига    | 12    | 44 | 12 | 15 | 17 | 51  | 33-50  | Корниленко — 10           |
| 2012/13 | Премьер-лига    | 14    | 30 | 7  | 7  | 16 | 28  | 31-52  | Кабальеро — 8             |
| 2013/14 | Премьер-лига    | 14▼   | 30 | 6  | 11 | 13 | 29  | 27-46  | Кабальеро — 6             |
| 2014/15 | ФНЛ             | ▲     | 34 | 22 | 7  | 5  | 73  | 53-19  | Яхович — 12               |
| 2015/16 | Премьер-лига    | 9     | 30 | 9  | 8  | 13 | 35  | 19-31  | Корниленко и Габулов по 4 |
| 2016/17 | Премьер-лига    | 15▼   | 30 | 6  | 10 | 14 | 28  | 31-39  | Корниленко — 8            |
| 2017/18 | ФНЛ             | ▲     | 38 | 26 | 4  | 8  | 82  | 60-23  | Корниленко — 15           |
| 2018/19 | Премьер-лига    | 13    | 30 | 8  | 4  | 18 | 28  | 25-46  | Канунников — 5            |
| 2019/20 | Премьер-лига    | 15▼   | 30 | 8  | 7  | 15 | 31  | 33-40  | Соболев — 10              |
| 2020/21 | ФНЛ             | ▲     | 42 | 32 | 5  | 5  | 101 | 100-26 | Сергеев — 40              |
| 2021/22 | Премьер-лига    | 8     | 30 | 12 | 5  | 13 | 41  | 39-36  | Сарвели — 9               |
| 2022/23 | Премьер-лига    | 12    | 30 | 8  | 8  | 14 | 32  | 32-45  | Глушенков — 5             |
| 2023/24 | Премьер-лига    | 9     | 30 | 11 | 8  | 11 | 41  | 46-44  | Бенхамин Гарре — 9        |
| 2024/25 | Премьер-лига    | 10    | 30 | 8  | 7  | 15 | 31  | 36-51  | Сергеев — 9               |

* Примечание. В 1992 году чемпионат проводился по двухступенчатой формуле. В первом ряду приведены показатели первого этапа (в группе Б; команда заняла 5-е место из 10). Во втором ряду — показатели первого этапа, вошедшие в зачет второго этапа. В третьем ряду — показатели второго этапа. В четвёртом ряду — турнирные показатели по итогам второго этапа (группа за 9—20-е места; команда заняла 6-е место из 12, соответственно — 14-е место из 20 по итогам чемпионата. На втором этапе игрались матчи только с командами, которые на предварительном этапе играли в другой группе и при этом учитывались очки (показатели), набранные в матчах предварительного этапа с командами свой группы). В пятом ряду общие показатели чемпионата (общее количество сыгранных матчей, побед, ничьих и т. д.)

## Цвета клуба и форма
| Зелёный | Белый | Синий |

### История
Изначально клубными цветами были синий и белый, но в 2000 году к ним добавился зелёный. Эти три цвета до сих пор являются официальными цветами клуба.
В послевоенное время футболки стали голубыми, под цвет неба, а шорты чёрными, олицетворяя землю. В последующее время расцветка неоднократно менялась от полностью белого комплекта формы к сине-чёрному. 1990-е годы «Крылья Советов» выступали в сине-белых футболках. В 2000 году на футболках появились чёрные вставки. В 2000-е основной формой стали белые футболки и трусы с синими вставками. Расцветка второго комплекта формы менялась незначительно: одновременно использовались несколько комплектов — полностью синяя, чёрная с синими вставками, серебристо-чёрная. В 2005 году «Крылья Советов» играли в экипировке небесно-голубого цвета, а запасной формой стали белая футболка и голубые трусы. Но потом самарцы вернулись к ставшей традиционной, сине-белой гамме. Однако уже в 2008 году команда стала выступать в голубых футболках и тёмно-синих трусах. Данные цвета для формы футболистов используются до сих пор.

### Форма

#### Домашняя
| 2013/14 | 2016/17 | 2017/18 | 2018/19 | 2020/21 | 2021/22 | 2022/23 | 2023/24 | 2024/25 |

#### Гостевая
| 2013/14 | 2016/17 | 2017/18 | 2018/19 | 2020/21 | 2021/22 | 2022/23 | 2023/24 | 2024/25 |

Источники:,

### Технические и титульные спонсоры
| Годы       | Производители формы | Годы       | Спонсоры           |
| ---------- | ------------------- | ---------- | ------------------ |
| 1993       | Uhlsport            | 1993       | Авиабанк           |
| 1994—1996  | Adidas              | 1994       | Авиабанк           |
| 1994—1996  | Adidas              | 1995—1996  | —                  |
| 1997—1998  | Beltona             | 1997       | ПСП Соцкультбыт    |
| 1997—1998  | Beltona             | 1998       | Родник, КФ Россия  |
| 1999       | Adidas              | 1999       | —                  |
| 2000—2001  | Lotto               | 2000       | Сибирский алюминий |
| 2000—2001  | Lotto               | 2001       | —                  |
| 2002—2005  | Umbro               | 2002—2005  | —                  |
| 2002—2005  | Umbro               | 2005       | МегаФон            |
| 2006       | Adidas              | 2006       | —                  |
| 2007—2008  | Umbro               | 2007       | —                  |
| 2007—2008  | Umbro               | 2008       | Ростехнологии      |
| 2009—2010  | Nike                | 2009—2010  | Ростехнологии      |
| 2011—2013  | Umbro               | 2011       | —                  |
| 2011—2013  | Umbro               | 2011—2012  | Волгоспецстрой     |
| 2011—2013  | Umbro               | 2012—2013  | —                  |
| 2013—2018  | Nike                | 2013—2017  | —                  |
| 2013—2018  | Nike                | 2017—2018  | БК Леон            |
| 2018—н. в. | Puma                | 2018—2020  | Parimatch          |
| 2018—н. в. | Puma                | 2020—2021  | Банк Солидарность  |
| 2018—н. в. | Puma                | 2021—2022  | СОГАЗ              |
| 2018—н. в. | Puma                | 2022—н. в. | Фонбет             |

## Стадионы
Первый официальный домашний матч состоялся 30 июля 1944 на стадионе «Крылья Советов» на Кубок СССР с московским «Локомотивом» (счёт 1:5).
Первые домашние матчи в чемпионате клуб провёл на стадионе «Локомотив». С 1948 года у команды было сразу две домашние арены: «Локомотив» и «Динамо». С 1951 по 1969 года клуб выступал на стадионе «Динамо». С 1970 года свои домашние матчи клуб «Крылья Советов» проводил на стадионе «Металлург». В 2004 году «Металлург» стал самым посещаемым футбольным стадионом Восточной Европы. С 2018 года клуб проводит игры на «Самара Арене» (в 2021 году возвращался на «Металлург»).
В сезоне 1996 года «Крылья» сыграли на тольяттинском стадионе «Торпедо» три «домашних» матча из-за дисквалификации самарского стадион «Металлург».
| Матчи на первенство страны на самарских стадионах | Матчи на первенство страны на самарских стадионах | Матчи на первенство страны на самарских стадионах | Матчи на первенство страны на самарских стадионах | Матчи на первенство страны на самарских стадионах | Матчи на первенство страны на самарских стадионах | Матчи на первенство страны на самарских стадионах | Матчи на первенство страны на самарских стадионах | Матчи на первенство страны на самарских стадионах |
| Стадион                                           | Года                                              | Сезоны                                            | И                                                 | В                                                 | Н                                                 | П                                                 | РМ                                                | Источники                                         |
| ------------------------------------------------- | ------------------------------------------------- | ------------------------------------------------- | ------------------------------------------------- | ------------------------------------------------- | ------------------------------------------------- | ------------------------------------------------- | ------------------------------------------------- | ------------------------------------------------- |
| Локомотив                                         | 1945—1951                                         | 7                                                 | 60                                                | 36                                                | 23                                                | 11                                                | 79-64                                             | [ 90 ]                                            |
| Динамо                                            | 1948—1969                                         | 21                                                | 278                                               | 127                                               | 77                                                | 74                                                | 409-245                                           | [ 91 ]                                            |
| Металлург                                         | 1970—н. в.                                        |                                                   |                                                   |                                                   |                                                   |                                                   |                                                   |                                                   |
| Самара Арена                                      | 2018—н. в.                                        | 5                                                 | 64                                                | 32                                                | 10                                                | 22                                                | 109—57                                            |                                                   |

| Команда принимала участие в матчах открытиях стадионов | Команда принимала участие в матчах открытиях стадионов | Команда принимала участие в матчах открытиях стадионов | Команда принимала участие в матчах открытиях стадионов | Команда принимала участие в матчах открытиях стадионов | Команда принимала участие в матчах открытиях стадионов | Команда принимала участие в матчах открытиях стадионов | Команда принимала участие в матчах открытиях стадионов |
| Дата                                                   | Стадион                                                | Вместимость                                            | Хозяева                                                | Оппонент                                               | Счёт                                                   | Зрители                                                | % заполняемости                                        |
| ------------------------------------------------------ | ------------------------------------------------------ | ------------------------------------------------------ | ------------------------------------------------------ | ------------------------------------------------------ | ------------------------------------------------------ | ------------------------------------------------------ | ------------------------------------------------------ |
| 3 сентября 1948                                        | Динамо (Куйбышев)                                      | 20 000                                                 | Крылья Советов                                         | Динамо (Киев)                                          | 1:0                                                    | 18 000                                                 | 90,00%                                                 |
| 20 мая 2006                                            | Зимбру (Кишинёв)                                       | 10 400                                                 | Зимбру                                                 | Крылья Советов                                         | 1:1                                                    | 10 500                                                 | 100,96%                                                |
| 11 апреля 2018                                         | Калининград                                            | 35 016                                                 | Балтика                                                | Крылья Советов                                         | 1:0                                                    | 14 926                                                 | 42,63%                                                 |
| 28 апреля 2018                                         | Самара Арена                                           | 41 970                                                 | Крылья Советов                                         | Факел (Воронеж)                                        | 2:1                                                    | 14 017                                                 | 33,40%                                                 |

| Международные матчи команды на самарских стадионах | Международные матчи команды на самарских стадионах | Международные матчи команды на самарских стадионах | Международные матчи команды на самарских стадионах | Международные матчи команды на самарских стадионах         | Международные матчи команды на самарских стадионах | Международные матчи команды на самарских стадионах |
| -------------------------------------------------- | -------------------------------------------------- | -------------------------------------------------- | -------------------------------------------------- | ---------------------------------------------------------- | -------------------------------------------------- | -------------------------------------------------- |
| №                                                  | Дата                                               | Оппонент                                           | Счёт                                               | Голы команды                                               | Соревнование                                       |                                                    |
| 1                                                  | 11 мая 1955                                        | Индия                                              | 4:1                                                | Гулевский, Новиков—3                                       | Товарищеский матч                                  |                                                    |
| 2                                                  | 22 июня 1957                                       | Баия                                               | 1:2                                                | автогол                                                    | Товарищеский матч                                  |                                                    |
| 3                                                  | 10 июля 1957                                       | Спартак (Варна)                                    | 3:1                                                | Кирш—3                                                     | Товарищеский матч                                  |                                                    |
| 4                                                  | 28 июля 1957                                       | Енерджия-Стягул Рошу                               | 5:1                                                | Кирш—2, Редкин—2, автогол                                  | Товарищеский матч                                  |                                                    |
| 5                                                  | 25 июня 1958                                       | Ботев (Пловдив)                                    | 0:0                                                |                                                            | Товарищеский матч                                  |                                                    |
| 6                                                  | 6 июля 1958                                        | Динамо (Бухарест)                                  | 1:2                                                | Хусаинов                                                   | Товарищеский матч                                  |                                                    |
| 7                                                  | 24 августа 1958                                    | Баник (Острава)                                    | 1:0                                                | Гузик                                                      | Товарищеский матч                                  |                                                    |
| 8                                                  | 26 мая 1959                                        | Ла Гантуаз                                         | 3:1                                                | Кожухов, Дейнекин—2                                        | Товарищеский матч                                  |                                                    |
| 9                                                  | 4 июля 1959                                        | Халадаш                                            | 3:1                                                | Дейнекин, Хусаинов—2                                       | Товарищеский матч                                  |                                                    |
| 10                                                 | 5 июля 1961                                        | Потсдам                                            | 6:1                                                | Гришин, А.Казаков, Б.Казаков, Осянин, Садовников, Широчкин | Товарищеский матч                                  |                                                    |
| 11                                                 | 10 мая 1965                                        | Славия (София)                                     | 1:1                                                | Осянин                                                     | Товарищеский матч                                  |                                                    |
| 12                                                 | 10 июля 1966                                       | Берое                                              | 1:2                                                | Б.Петров                                                   | Товарищеский матч                                  |                                                    |
| 13                                                 | 9 октября 1968                                     | Берое                                              | 1:1                                                | Сахаров                                                    | Товарищеский матч                                  |                                                    |
| 14                                                 | 17 июля 1969                                       | Берое                                              | 1:1                                                | автогол                                                    | Товарищеский матч                                  |                                                    |
| 15                                                 | 14 июля 1970                                       | Берое                                              | 3:3                                                | Зуев, Аряпов, Гецко                                        | Товарищеский матч                                  |                                                    |
| 16                                                 | 20 июля 1971                                       | Яворов                                             | 2:1                                                | Шмельков, автогол                                          | Товарищеский матч                                  |                                                    |
| 17                                                 | 22 сентября 1971                                   | Берое                                              | 3:1                                                | Мартынов—2, Алёхин                                         | Товарищеский матч                                  |                                                    |
| 18                                                 | 10 августа 1971                                    | Берое                                              | 1:0                                                | Краев                                                      | Товарищеский матч                                  |                                                    |
| 19                                                 | 14 июня 1975                                       | Берое                                              | 1:1                                                | Куприянов                                                  | Товарищеский матч                                  |                                                    |
| 20                                                 | 11 июня 1976                                       | Берое                                              | 2:0                                                | Краев, Шеленков                                            | Товарищеский матч                                  |                                                    |
| 21                                                 | 8 августа 1978                                     | Локомотив (Лейпциг)                                | 2:1                                                | Панфилов, Елисеев                                          | Товарищеский матч                                  |                                                    |
| 22                                                 | 10 июня 1979                                       | Берое                                              | 2:2                                                | Пилипко, Абрамов                                           | Товарищеский матч                                  |                                                    |
| 23                                                 | 15 июня 1983                                       | Берое                                              | 3:1                                                | Сидоров—2, Бабанов                                         | Товарищеский матч                                  |                                                    |
| 24                                                 | 22 июля 1984                                       | Чирпан                                             | 3:0                                                | Бабанов, Быткин, Кочергин                                  | Товарищеский матч                                  |                                                    |
| 25                                                 | 26 июня 1986                                       | Берое                                              | 3:1                                                | Гармашов—2, Бабанов                                        | турнир 400-летия Самары                            |                                                    |
| 26                                                 | 16 июня 1989                                       | Берое                                              | 1:1                                                | Королёв                                                    | Товарищеский матч                                  |                                                    |
| 27                                                 | 28 мая 1992                                        | Вандоме–Седекс                                     | 4:1                                                | Зыков—2, Марушко, Гаус                                     | турнир 50-летия Крыльев Советов                    |                                                    |
| 28                                                 | 6 июля 2002                                        | Динабург                                           | 3:0                                                | Каряка, Пошкус, Гаушу                                      | матч Кубок Интертото                               |                                                    |
| 29                                                 | 26 июля 2002                                       | Виллем II                                          | 3:1                                                | Ковба, Радимов, Гаушу                                      | матч Кубок Интертото                               |                                                    |
| 30                                                 | 11 августа 2005                                    | БАТЭ                                               | 2:0                                                | Баба Адаму, Гусин                                          | матч Кубка УЕФА                                    |                                                    |
| 31                                                 | 15 сентября 2005                                   | АЗ                                                 | 5:3                                                | Леилтон, Баба Адаму, Ковба, Гусин, Бобёр                   | матч Кубка УЕФА                                    |                                                    |
| 32                                                 | 6 августа 2009                                     | Сент-Патрикс Атлетик                               | 3:2                                                | Бобёр, Савин—2                                             | матч Лиги Европы                                   |                                                    |

## Достижения

### Национальные турниры
Чемпионат России
- Бронзовый призёр: 2004

Первая лига СССР (5, рекорд) / Первая лига России
- Победитель (7): 1945, 1956, 1961, 1975, 1978, 2014/15, 2020/21
- Серебряный призёр: 2017/18

Вторая лига СССР
- Победитель (2): 1984, 1986
- Серебряный призёр (2): 1983, 1991
- Бронзовый призёр (2): 1989, 1990

Чемпионат РСФСР
- Победитель (3): 1961, 1983, 1991
- Бронзовый призёр (2): 1984, 1986

Кубок СССР / Кубок России
- Финалист (4): 1953, 1964, 2003/04, 2020/21

Приз Всесоюзного комитета / Кубок Федерации футбола СССР
- Бронзовый призёр: 1952

### Региональные турниры
Чемпионат Куйбышева
- Победитель (2): 1942 (весна), 1943 (весна)
- Серебряный призёр: 1942 (осень)

Кубок Куйбышевской области
- Обладатель: 1945

Кубок Куйбышева
- Обладатель (2): 1942, 1943

### Другие турниры
- 1943 год — 2-е место на чемпионате ДСО «Крылья Советов»
- 1946, 1977, 1978, 1981 год — 1-е место на Кубке Куйбышевской области (дублирующий состав)
- 1947, 1983 год — 2-е место на Кубке Куйбышевской области (дублирующий состав)
- 1952 год — 3-е место на «Первенстве дублёров СССР»
- 1966 год — 2-е место на «Международном турнире на приз газеты „Физкультурник Узбекистана“»
- 1974 год — 2-е место на «Первенстве дублёров СССР Первой лиги»
- 1976 год — 1-е место на «Турнире на Приз Сочинского горисполкома и Комитета физкультуры и спорта РСФСР[укр.]»[92]
- 1977 год — 3-е место на «Турнире на Приз газеты „Советский Спорт“»
- 1993 год — 3-е место на «Турнире "Золотой кубок президента Бангладеш"[англ.]»[93]
- 2000 год — 2-е место на «Кубке Албены»[англ.]
- 2001 год — 3-е место на «Кубке Албены»[англ.]
- 2006 год — 2-е место на «Кубке Ла-Манги»
- 2009 год — 3-е место на «Кубке Ла-Манги»
- 2014 год — 3-е место в молодёжном первенстве России (молодёжный состав)

### Другие награды
Приз «Гроза авторитетов»
- Обладатель: 1976 (весна)

Приз «Кубок прогресса»
- Обладатель: 1976 (весна)

Приз «Справедливой игры»
- Обладатель (2): 1996, 2006

Приз «За волю к победе»
- Обладатель: 2004

Приз «Вместе с командой»
- Обладатель: 2010

### Матчевые достижения
Самые крупные победы
| Турнир            | Турнир           | СССР          | СССР          | СССР                            | Россия        | Россия        | Россия             |   |
| Наименование      | Дивизион         | Счёт          | Дата          | Матч                            | Счёт          | Дата          | Матч               |   |
| ----------------- | ---------------- | ------------- | ------------- | ------------------------------- | ------------- | ------------- | ------------------ | - |
| Первенство страны | высший           | 6:1           | 29.10.1962    | КС—Жальгирис (Вильнюс)          | 6:1           | 12.07.2006    | КС—Амкар (Пермь)   |   |
| Первенство страны | первый           | 8:0           | 15.07.1975    | КС—Спартак (Нальчик)            | 7:0           | 23.09.2020    | КС—Динамо (Брянск) |   |
| Первенство страны | второй           | 10:0          | 13.10.1984    | КС—Торпедо (Владимир)           | не участвовал | не участвовал | не участвовал      |   |
| Кубок страны      | Кубок страны     | 7:0           | 11.06.1961    | Заря (Пенза)—КС                 | 10:0          | 22.09.2021    | Знамя (Ногинск)—КС |   |
| Еврокубки         | Еврокубки        | не участвовал | не участвовал | не участвовал                   | 3:0           | 06.07.2002    | КС— Динабург       |   |
| Первенство РСФСР  | Первенство РСФСР | 3:0           | 1983, 1986    | над Спартаком (Орд.), Арсеналом | —             | —             | —                  | — |

Самые крупные поражения
| Турнир            | Турнир           | СССР          | СССР          | СССР                   | Россия        | Россия        | Россия                              |   |
| Наименование      | Дивизион         | Счёт          | Дата          | Матч                   | Счёт          | Дата          | Матч                                |   |
| ----------------- | ---------------- | ------------- | ------------- | ---------------------- | ------------- | ------------- | ----------------------------------- | - |
| Первенство страны | высший           | 0:8           | 08.06.1946    | КС—Динамо (Москва)     | 0:6           | 26.05.2019    | ЦСКА—КС                             |   |
| Первенство страны | первый           | 0:5           | 03.07.1972    | Черноморец (Одесса)—КС | 1:3           | 2020          | от Велеса, Торпедо (Москва), Енисея |   |
| Первенство страны | второй           | 2:5           | 13.09.1981    | Химик (Дзержинск)—КС   | не участвовал | не участвовал | не участвовал                       |   |
| Кубок страны      | Кубок страны     | 0:7           | 31.10.1950    | Динамо (Москва)—КС     | 0:4           | 05.10.1994    | Сокол (Саратов)—КС                  |   |
| Еврокубки         | Еврокубки        | не участвовал | не участвовал | не участвовал          | 1:3           | 29.09.2005    | АЗ (Алкмар)—КС                      |   |
| Первенство РСФСР  | Первенство РСФСР | 0:11          | 1989          | КС—Динамо (Брянск)     | —             | —             | —                                   | — |

Командные достижения в первенствах страны
| Первенство страны | Первенство страны | Первенство страны | СССР       | СССР     | Россия     | Россия          |
| Дивизион          | Показатель        | Показатель        | Количество | Сезон    | Количество | Сезон           |
| ----------------- | ----------------- | ----------------- | ---------- | -------- | ---------- | --------------- |
| высший            | матчей            | больше            | 38         | 3 сезона | 44         | 2011/2012       |
| высший            | матчей            | меньше            | 13         | 1952     | 30         | 18 сезонов      |
| высший            | победы            | больше            | 15         | 1950     | 17         | 2004            |
| высший            | победы            | меньше            | 2          | 1977     | 6          | 3 сезона        |
| высший            | ничьи             | больше            | 18         | 1967     | 15         | 1992, 2011/2012 |
| высший            | ничьи             | меньше            | 3          | 1952     | 4          | 2018/2019       |
| высший            | поражения         | больше            | 22         | 1979     | 18         | 2018/2019       |
| высший            | поражения         | меньше            | 4          | 1976в    | 6          | 2008            |
| высший            | мячи забитые      | больше            | 49         | 1962     | 46         | 2008            |
| высший            | мячи забитые      | меньше            | 9          | 1957     | 19         | 2015/2016       |
| высший            | мячи пропущенные  | больше            | 61         | 1949     | 65         | 1995            |
| высший            | мячи пропущенные  | меньше            | 14         | 1952     | 22         | 2001            |
| высший            | разница мячей     | больше            | +9         | 1951     | +17        | 2008            |
| высший            | разница мячей     | меньше            | -41        | 1977     | -31        | 1995            |

Прочие матчевые достижения
- в 2004 году команда одержала 5 волевых побед за сезон[94].

## Достижения игроков
| - Больше всего игр за клуб в чемпионатах СССР Во всех дивизионах — Валерьян Панфилов (413 игр) В высшем дивизионе — Борис Вальков (257 игр) - Лучший бомбардир в матчах чемпионатов СССР Во всех дивизионах — Равиль Аряпов (105 мячей) В высшем дивизионе — Борис Казаков (61 мяч) - Лучший бомбардир за один сезон: Во всех дивизионах — Владимир Королёв (1989) — 28 мячей В высшем дивизионе — Александр Гулевский (1950), Борис Казаков (1962, 1963) — по 16 мячей | - Больше всего игр за клуб в розыгрышах Кубка СССР провёл — Александр Куприянов (28 игр) - Лучшие бомбардиры в матчах Кубка СССР: - Александр Гулевский и Анатолий Казаков по 9 мячей - Борис Казаков — 8 мячей - Рекордсмен одного розыгрыша — Александр Гулевский — 6 голов (1950) |

- Игроки, попадавшие в список «33 лучших»

1950: Александр Гулевский, Александр Скорохов
1951: Виктор Ворошилов, Александр Гулевский
1952: Василий Васильев, Виктор Ворошилов, Владимир Корнилов
1953: Александр Гулевский, Виктор Карпов (по другой версии Виктор Ворошилов, Александр Гулевский, Виктор Карпов)
1958: Вадим Редкин
1960: Галимзян Хусаинов
| - Больше всего игр за клуб в чемпионатах России — Антон Бобёр (263 игры) - Лучший бомбардир по выступлениям: - В высшем дивизионе: Андрей Каряка (49 голов) - В первом дивизионе: Иван Сергеев (40 голов) - Наибольшее число голов за один сезон: - В высшем дивизионе: Андрей Каряка (17 голов, 2004) - В первом дивизионе: Иван Сергеев (40 голов, 2020/2021) | - Больше всего игр за клуб в розыгрышах Кубка России провёл Денис Ковба (32 игры) - Лучшие бомбардиры в матчах Кубка России: Дмитрий Цыпченко — 10 мячей - Рекордсмен одного розыгрыша — Дмитрий Цыпченко — 4 мяча (2022/23) |

- Игроки, включённые в список «33 лучших»

1997: Виктор Булатов
2001: Евгений Бушманов, Андрей Коновалов, Андрей Каряка, Андрей Тихонов
2002: Андрей Каряка
2003: Андрей Каряка
2004: Андрей Каряка, Александр Анюков
2005: Александр Анюков (КС и Зенит (СПб))
2022: Антон Зиньковский, Иван Сергеев (КС и Зенит (СПб))
- Обладатели приза «Первая пятёрка»

2010: Павел Яковлев (КС и Спартак (М))
2022: Сергей Пиняев

### Еврокубки
- Больше всего игр за клуб в турнирах УЕФА — Антон Бобёр (10)
- Лучшие бомбардиры в матчах еврокубков — Антон Бобёр, Баба Адаму (по 3)

### Лучшие бомбардиры с 1944 по 1991 года
Рекордсмены по количеству забитых мячей во всех официальных турнирах с 1944 года (Первенство и Кубок СССР, и прочие официальные турниры).
| №. | Нац.        | Позиция | Игрок               | Всего | Всего | Чемпионат СССР (высший дивизион) | Чемпионат СССР (высший дивизион) | Чемпионат СССР (прочие) | Чемпионат СССР (прочие) | Кубки страны | Кубки страны | Прочие | Прочие |
| №. | Нац.        | Позиция | Игрок               | Игры  | Голы  | Игры                             | Голы                             | Игры                    | Голы                    | Игры         | Голы         | Игры   | Голы   |
| -- | ----------- | ------- | ------------------- | ----- | ----- | -------------------------------- | -------------------------------- | ----------------------- | ----------------------- | ------------ | ------------ | ------ | ------ |
| 1  | Флаг СССР   | Нап     | Равиль Аряпов       | 379   | 109   | 127                              | 23                               | 234                     | 82                      | 18           | 4            | 0      | 0      |
| 2  | Флаг СССР   | Нап     | Борис Казаков       | 249   | 105   | 172                              | 61                               | 64                      | 38                      | 13           | 6            | 0      | 0      |
| 3  | Флаг СССР   | Нап     | Анатолий Казаков    | 192   | 81    | 151                              | 46                               | 28                      | 26                      | 13           | 9            | 0      | 0      |
| 4  | Флаг СССР   | Нап     | Александр Гулевский | 183   | 62    | 164                              | 51                               | 0                       | 0                       | 17           | 9            | 2      | 2      |
| 5  | Флаг СССР   | Нап     | Александр Куприянов | 356   | 60    | 70                               | 2                                | 258                     | 57                      | 28           | 1            | 0      | 0      |
| 6  | Флаг СССР   | Нап     | Владимир Королёв    | 139   | 57    | 0                                | 0                                | 139                     | 57                      | 0            | 0            | 0      | 0      |
| 7  | Флаг СССР   | Нап     | Виктор Ворошилов    | 190   | 55    | 168                              | 44                               | 0                       | 0                       | 17           | 5            | 5      | 6      |
| 8  | Флаг СССР   | Нап     | Виктор Развеев      | 107   | 51    | 0                                | 0                                | 102                     | 48                      | 1            | 1            | 4      | 2      |
| 9  | Флаг СССР   | ПЗ      | Валерьян Панфилов   | 439   | 50    | 92                               | 6                                | 321                     | 43                      | 25           | 1            | 1      | 0      |
| 10 | Флаг России | Нап     | Равиль Валиев       | 313   | 50    | 55                               | 3                                | 235                     | 45                      | 22           | 2            | 1      | 0      |

### Лучшие бомбардиры с 1992 года
Рекордсмены по количеству забитых мячей во всех официальных турнирах с 1992 года (РФПЛ, Кубок России, Суперкубок, Кубок РФПЛ, Кубок УЕФА, Кубок Интертото, Лига Европы, ФНЛ, переходные матчи).
| №. | Нац.          | Позиция | Игрок             | Всего | Всего | Чемпионат России (высший дивизион) | Чемпионат России (высший дивизион) | Чемпионат России (прочие) | Чемпионат России (прочие) | Кубки страны | Кубки страны | Кубки УЕФА | Кубки УЕФА |
| №. | Нац.          | Позиция | Игрок             | Игры  | Голы  | Игры                               | Голы                               | Игры                      | Голы                      | Игры         | Голы         | Игры       | Голы       |
| -- | ------------- | ------- | ----------------- | ----- | ----- | ---------------------------------- | ---------------------------------- | ------------------------- | ------------------------- | ------------ | ------------ | ---------- | ---------- |
| 1  | Флаг Беларуси | Нап     | Сергей Корниленко | 206   | 57    | 130                                | 33                                 | 63                        | 22                        | 13           | 2            | 0          | 0          |
| 2  | Флаг России   | ПЗ      | Андрей Каряка     | 155   | 56    | 130                                | 49                                 | 0                         | 0                         | 21           | 6            | 4          | 1          |
| 3  | Флаг России   | Нап     | Иван Сергеев      | 66    | 51    | 18                                 | 6                                  | 39                        | 40                        | 9            | 5            | 0          | 0          |
| 4  | Флаг России   | ПЗ      | Антон Бобёр       | 310   | 35    | 274                                | 29                                 | 1                         | 0                         | 25           | 3            | 10         | 3          |
| 5  | Флаг Литвы    | Нап     | Робертас Пошкус   | 99    | 31    | 80                                 | 24                                 | 0                         | 0                         | 15           | 6            | 4          | 1          |
| 6  | Флаг Армении  | Нап     | Гарник Авалян     | 201   | 29    | 187                                | 28                                 | 5                         | 0                         | 9            | 1            | 0          | 0          |
| 7  | Флаг России   | Нап     | Зураб Циклаури    | 161   | 29    | 154                                | 27                                 | 0                         | 0                         | 7            | 2            | 0          | 0          |
| 8  | Флаг России   | ПЗ      | Андрей Тихонов    | 147   | 28    | 126                                | 26                                 | 0                         | 0                         | 20           | 2            | 1          | 0          |
| 9  | Флаг России   | ПЗ      | Виталий Сафронов  | 124   | 26    | 116                                | 25                                 | 0                         | 0                         | 8            | 1            | 0          | 0          |
| 10 | Флаг России   | Нап     | Евгений Савин     | 103   | 23    | 96                                 | 19                                 | 0                         | 0                         | 5            | 2            | 2          | 2          |

Следующие футболисты, игравшие за «Крылья Советов», числятся в списке
| Клуб 100 российских бомбардиров - Андрей Тихонов (12 место, 145 голов, в том числе 28 голов за «Крылья Советов») - Игорь Семшов (24 место, 115 голов, в том числе 2 гола за КС) - Андрей Каряка (26 место, 108 голов, в том числе 56 голов за КС) - Александр Бородюк (26 место, 107 голов, в том числе 1 гол за КС) - Андрей Канчельскис (33 место, 101 гол, в том числе 1 гол за КС) | Клуб Григория Федотова - Галимзян Хусаинов (19 место, 145 голов, в том числе 13 голов за «Крылья Советов») - Андрей Тихонов (30 место, 127 голов, в том числе 28 голов за КС) - Виктор Ворошилов (39 место, 117 голов, в том числе 49 голов за КС) - Игорь Семшов (47 место, 115 голов, в том числе 2 гола за КС) - Борис Казаков (54 место, 112 голов, в том числе 63 гола за КС) - Александр Бородюк (75 место, 100 голов, в том числе 1 гол за КС) |

Рекордсмены клуба по количеству проведённых матчей с 1992 года
Рекордсмены по количеству проведённых матчей во всех официальных турнирах с 1992 года (РФПЛ, Кубок России, Кубок РФПЛ, Кубок УЕФА, Кубок Интертото, Лига Европы, ФНЛ, переходные матчи).
| №. | Нац.          | Позиция | Игрок              | Всего | Всего | Чемпионат России (высший дивизион) | Чемпионат России (высший дивизион) | Чемпионат России (первый дивизион/переходный) | Чемпионат России (первый дивизион/переходный) | Кубок России /Премьер-лиги | Кубок России /Премьер-лиги | Кубки УЕФА | Кубки УЕФА |
| №. | Нац.          | Позиция | Игрок              | Игры  | Голы  | Игры                               | Голы                               | Игры                                          | Голы                                          | Игры                       | Голы                       | Игры       | Голы       |
| -- | ------------- | ------- | ------------------ | ----- | ----- | ---------------------------------- | ---------------------------------- | --------------------------------------------- | --------------------------------------------- | -------------------------- | -------------------------- | ---------- | ---------- |
| 1  | Флаг России   | ПЗ      | Антон Бобёр        | 310   | 35    | 274                                | 29                                 | 1                                             | 0                                             | 25                         | 3                          | 10         | 3          |
| 2  | Флаг Беларуси | ПЗ      | Денис Ковба        | 260   | 8     | 221                                | 5                                  | 0                                             | 0                                             | 32                         | 1                          | 7          | 2          |
| 3  | Флаг России   | Защ     | Иван Таранов       | 248   | 11    | 182                                | 6                                  | 51                                            | 2                                             | 14                         | 3                          | 1          | 0          |
| 4  | Флаг Беларуси | Нап     | Сергей Корниленко  | 206   | 57    | 130                                | 33                                 | 63                                            | 22                                            | 13                         | 2                          | 0          | 0          |
| 5  | Флаг Армении  | Нап     | Гарник Авалян      | 201   | 29    | 187                                | 28                                 | 5                                             | 0                                             | 9                          | 1                          | 0          | 0          |
| 6  | Флаг России   | Защ     | Ибрагим Цаллагов   | 195   | 9     | 148                                | 6                                  | 36                                            | 1                                             | 11                         | 2                          | 0          | 0          |
| 7  | Флаг России   | Защ     | Александр Цыганков | 188   | 5     | 174                                | 5                                  | 5                                             | 0                                             | 9                          | 0                          | 0          | 0          |
| 8  | Флаг Армении  | Защ     | Карен Дохоян       | 164   | 3     | 139                                | 3                                  | 0                                             | 0                                             | 19                         | 0                          | 6          | 0          |
| 9  | Флаг России   | Нап     | Зураб Циклаури     | 161   | 29    | 154                                | 27                                 | 0                                             | 0                                             | 7                          | 2                          | 0          | 0          |
| 10 | Флаг России   | ПЗ      | Андрей Каряка      | 155   | 56    | 130                                | 49                                 | 0                                             | 0                                             | 21                         | 6                          | 4          | 1          |
| 11 | Флаг России   | ПЗ      | Сергей Виноградов  | 155   | 18    | 129                                | 13                                 | 0                                             | 0                                             | 21                         | 4                          | 5          | 1          |

Рекордсмены клуба по количеству проведённых матчей на ноль (сухие серии вратарей команды)
| Игрок                 | Года       | Минут | Турнир                   | Статус                           | Комментарии |
| --------------------- | ---------- | ----- | ------------------------ | -------------------------------- | ----------- |
| Евгений Конюхов       | 2015, 2017 | 1448' | ФНЛ, ФНЛ                 | рекорд в I дивизионе России      | [ 118 ]     |
| Евгений Конюхов       | 2015—2016  | 1302' | ФНЛ—РПЛ                  | рекорд подряд, Россия            | [ 119 ]     |
| Юрий Котляров         | 1970       | 759'  | класс «А», первая группа | рекорд в I дивизионе СССР        | [ 120 ]     |
| Владимир Сухоставский | 1950       | 669'  | класс «А»                | рекорд в высшем дивизионе СССР   | [ 120 ]     |
| Александр Лавренцов   | 2000—2001  | 530'  | высшая лига              | рекорд в высшем дивизионе России | [ 121 ]     |

Рекордная сухая серия клуба в чемпионате России
| №                                    | Дата       | Матч                              | Вратарь             | Минут1    | Минут2    | Счет |
| ------------------------------------ | ---------- | --------------------------------- | ------------------- | --------- | --------- | ---- |
| Крылья Советов — 720’20" (3 вратаря) |            |                                   |                     |           |           |      |
| 1                                    | 21.10.2000 | Ростсельмаш (Ростов-на-Дону) — КС | Александр Лавренцов | 90'       | 36'       | 2:0  |
| 2                                    | 05.11.2000 | КС — Алания (Владикавказ)         | Александр Лавренцов | 90'+1'    | 90'+1'    | 1:0  |
| 3                                    | 12.11.2000 | Уралан (Элиста) — КС              | Давид Гварамадзе    | 90'+2'    | 90'+2'    | 1:0  |
| 4                                    | 11.03.2001 | Динамо (Москва) — КС              | Александр Лавренцов | 90'+4'    | 90'+4'    | 0:1  |
| 5                                    | 17.03.2001 | ЦСКА — КС                         | Александр Лавренцов | 90'+2’20" | 90'+2’20" | 0:3  |
| 6                                    | 31.03.2001 | КС — Торпедо (Москва)             | Александр Лавренцов | 90'+3'    | 90'+3'    | 1:0  |
| 7                                    | 07.04.2001 | КС — Алания (Владикавказ)         | Александр Лавренцов | 14'       | 90'+8'    | 1:0  |
| 7                                    | 07.04.2001 | КС — Алания (Владикавказ)         | Алексей Поляков     | 76'+8'    | 90'+8'    | 1:0  |
| 8                                    | 14.04.2001 | КС — Анжи (Махачкала)             | Александр Лавренцов | 90'+3'    | 90'+3'    | 0:0  |
| 9                                    | 18.04.2001 | Локомотив (Москва) — КС           | Александр Лавренцов | 90'+5’20" | 31'       | 1:2  |

## Текущий состав
| 30 | Флаг России   | Вр  | Сергей Песьяков                 | 1988 |  |  |  |  |  |
| 39 | Флаг России   | Вр  | Евгений Фролов                  | 1988 |  |  |  |  |  |
| 80 | Флаг России   | Вр  | Никита Кокарев                  | 2003 |  |  |  |  |  |
|    |               |     |                                 |      |  |  |  |  |  |
| 2  | Флаг Беларуси | Защ | Кирилл Печенин                  | 1997 |  |  |  |  |  |
| 3  | Флаг Чили     | Защ | Томас Гальдамес                 | 1998 |  |  |  |  |  |
| 4  | Флаг России   | Защ | Александр Солдатенков (капитан) | 1996 |  |  |  |  |  |
| 5  | Флаг Австрии  | Защ | Алоис Ороз                      | 2000 |  |  |  |  |  |
| 15 | Флаг России   | Защ | Николай Рассказов               | 1998 |  |  |  |  |  |
| 18 | Флаг России   | Защ | Иван Лепский                    | 2005 |  |  |  |  |  |
| 23 | Флаг России   | Защ | Никита Чернов                   | 1996 |  |  |  |  |  |
| 24 | Флаг России   | Защ | Роман Евгеньев                  | 1999 |  |  |  |  |  |
| 33 | Флаг России   | Защ | Алексей Лысов                   | 2005 |  |  |  |  |  |
| 47 | Флаг России   | Защ | Сергей Божин                    | 1994 |  |  |  |  |  |
|    |               |     |                                 |      |  |  |  |  |  |
| 6  | Флаг России   | ПЗ  | Сергей Бабкин                   | 2002 |  |  |  |  |  |

| 8  | Флаг России               | ПЗ  | Максим Витюгов     | 1998 |  |  |  |  |  |
| 9  | Флаг России               | ПЗ  | Алексей Сутормин   | 1994 |  |  |  |  |  |
| 10 | Флаг России               | ПЗ  | Владимир Хубулов   | 2001 |  |  |  |  |  |
| 11 | Флаг Боснии и Герцеговины | ПЗ  | Амар Рахманович    | 1994 |  |  |  |  |  |
| 14 | Флаг Сербии               | ПЗ  | Михайло Баняц      | 1999 |  |  |  |  |  |
| 17 | Флаг России               | ПЗ  | Иван Бобёр         | 2006 |  |  |  |  |  |
| 19 | Флаг России               | ПЗ  | Иван Олейников     | 1998 |  |  |  |  |  |
| 21 | Флаг России               | ПЗ  | Дмитрий Иванисеня  | 1994 |  |  |  |  |  |
| 22 | Флаг Бразилии             | ПЗ  | Фернандо Костанца  | 1998 |  |  |  |  |  |
| 26 | Флаг Коста-Рики           | ПЗ  | Джимми Марин       | 1997 |  |  |  |  |  |
| 77 | Флаг России               | ПЗ  | Ильзат Ахметов     | 1997 |  |  |  |  |  |
|    |                           |     |                    |      |  |  |  |  |  |
| 7  | Флаг России               | Нап | Вадим Раков        | 2005 |  |  |  |  |  |
| 73 | Флаг России               | Нап | Владислав Шитов    | 2003 |  |  |  |  |  |
| 91 | Флаг России               | Нап | Владимир Игнатенко | 2006 |  |  |  |  |  |

## Руководство, тренерский штаб

### Руководящий состав клуба
- Председатель совета директоров — Дмитрий Яковлев
- Генеральный директор — Роберт Тер-Абрамян

### Основной тренерский состав
- Главный тренер — Магомед Адиев
- Старший тренер — Сергей Булатов
- Тренер — Филипп Соколинский
- Тренер — Беслан Аджинджал
- Тренер вратарей — Александр Гутеев
- Тренер по физической подготовке — Ерлан Ибраим

### Тренерский состав молодёжной команды
- Главный тренер молодёжной команды — Дмитрий Шуков
- Старший тренер молодёжной команды — Владимир Филиппов
- Тренер молодёжной команды — Михаил Володин

## Главные тренеры
Первым тренером команды был Виктор Новиков.
Самым успешным, в плане выигранных наград, тренером в истории клуба является Гаджи Гаджиев, который выиграл единственные для клуба бронзовые медали в 2004 году.
Четыре раза клуб играл в финалах национального кубка под руководством:
- Петра Бурмистрова (1953)
- Виктора Карпова (1964)
- Гаджи Гаджиева (2004)
- Игоря Осинькина (2021)

## Персоналии
Полный список игроков клуба «Крылья Советов» (Куйбышев/Самара), о которых есть статьи в Википедии, см. здесь.
В список футболистов, сыгравших 100 и более матчей за клуб в первом или втором дивизионе чемпионатов страны (СССР и Россия), входят 59 человек.
| Игрок                | Года                 | Игры | Голы  | Комментарии                                                  |
| -------------------- | -------------------- | ---- | ----- | ------------------------------------------------------------ |
| Гарник Авалян        | 1993—1998            | 187  | 28    | —                                                            |
| Равиль Аряпов        | 1967—1978            | 362  | 105   | аллея славы «КС»                                             |
| Александр Бабанов    | 1980—1987            | 193  | 38    | —                                                            |
| Владимир Бреднев     | 1957—1962            | 100  | 6     | чемпион СССР                                                 |
| Анатолий Блохин      | 1969—1982            | 309  | (312) | [ 124 ]                                                      |
| Антон Бобёр          | 2000—2012, 2018      | 275  | 28    | —                                                            |
| Виктор Булатов       | 1995—1997, 2002—2003 | 124  | 12    | чемпион России (3)                                           |
| Мэттью Бут           | 2004—2008            | 107  | 7     | —                                                            |
| Анатолий Быткин      | 1978—1984            | 137  | 20    | [ 124 ]                                                      |
| Борис Вальков        | 1958—1970            | 257  | 8     | рекордсмен клуба по числу игр в высшей лиге чемпионатов СССР |
| Виктор Ворошилов     | 1948—1955            | 142  | 43    | —                                                            |
| Азгат Галлиулов      | 1982—1989            | 236  | 24    | —                                                            |
| / Виктор Гаус        | 1986—1993            | 227  | (213) | аллея славы «КС»                                             |
| / Сергей Грибов      | 1989—1997            | 182  | 0     | —                                                            |
| Александр Гулевский  | 1948—1953, 1955      | 164  | 51    | аллея славы «КС»                                             |
| Карен Дохоян         | 2000—2006            | 162  | 3     | —                                                            |
| Анатолий Жуков       | 1964—1968            | 164  | 33    | —                                                            |
| / Василий Жупиков    | 1975—1976, 1989—1993 | 173  | 3     | —                                                            |
| Антон Зиньковский    | 2019—2022            | 107  | 15    | —                                                            |
| Анатолий Казаков     | 1959—1967            | 179  | 71    | —                                                            |
| Борис Казаков        | 1960—1963, 1967—1971 | 172  | 61    | —                                                            |
| Юрий Капсин          | 1962—1968            | 177  | 3     | —                                                            |
| Виктор Карпов        | 1947—1959            | 266  | 32    | аллея славы «КС»                                             |
| Андрей Каряка        | 2000—2005            | 155  | 56    | —                                                            |
| Анатолий Кикин       | 1962—1968            | 117  | 14    | —                                                            |
| Виктор Кирш          | 1953—1960            | 117  | 18    | —                                                            |
| Денис Ковба          | 2000—2009, 2010—2011 | 252  | 8     | —                                                            |
| Сергей Корниленко    | 2011—2019, 2021      | 206  | 57    | —                                                            |
| Владимир Корнилов    | 1949—1956            | 120  | (117) | —                                                            |
| Владимир Королёв     | 1982—1991            | 139  | 57    | —                                                            |
| Анатолий Кочергин    | 1980—1987            | 214  | 23    | —                                                            |
| Александр Куприянов  | 1970—1980            | 328  | 59    | забил 1000 гол команды                                       |
| Игорь Лагутенко      | 1981—1989            | 246  | 2     | —                                                            |
| Леилтон              | 2003—2010            | 132  | 5     | —                                                            |
| Эдуардо Лобос        | 2005—2010            | 129  | (167) | —                                                            |
| Вадим Лосев          | 1971—1974, 1978—1980 | 147  | 1     | [ 124 ]                                                      |
| Евгений Майоров      | 1962—1969            | 233  | 0     | —                                                            |
| / Сергей Марушко     | 1986—1994            | 228  | 22    | —                                                            |
| Виктор Мурзин        | 1945—1953            | 180  | 0     | аллея славы «КС»                                             |
| Надсон               | 2013—2018            | 115  | 0     | —                                                            |
| Фёдор Новиков        | 1948—1959            | 173  | 20    | —                                                            |
| Николай Осянин       | 1961—1965            | 119  | 17    | чемпион СССР                                                 |
| Валерьян Панфилов    | 1969—1982            | 413  | 49    | аллея славы «КС»                                             |
| Вадим Редкин         | 1952—1961            | 179  | 32    | —                                                            |
| Александр Ротенко    | 1978—1984            | 161  | 33    | —                                                            |
| Геннадий Сарычев     | 1960—1966            | 193  | 0     | —                                                            |
| Дмитрий Синяков      | 1942—1952            | 127  | 32    | аллея славы «КС»                                             |
| Иван Таранов         | 2008—2018            | 229  | 8     | —                                                            |
| Андрей Тихонов       | 2000—2004, 2008      | 126  | 31    | чемпион России (8)                                           |
| Альфред Фёдоров      | 1957—1967            | 219  | 9     | —                                                            |
| Анатолий Фетисов     | 1967—1969, 1974—1980 | 211  | 9     | —                                                            |
| / Владимир Филиппов  | 1985—1986, 1989—1993 | 203  | 41    | —                                                            |
| Ибрагим Цаллагов     | 2010—2016            | 182  | 7     | —                                                            |
| Зураб Циклаури       | 1995—2000            | 153  | 26    | —                                                            |
| / Александр Цыганков | 1989—1993, 1996—2000 | 274  | 10    | —                                                            |
| Алан Чочиев          | 2014—2018            | 116  | 14    | —                                                            |
| Иван Ширяев          | 1945—1958            | 240  | 6     | —                                                            |
| Николай Щукин        | 1980, 1988—1990      | 101  | 10    | —                                                            |
| Дмитрий Ятченко      | 2014—2018            | 116  | 9     | —                                                            |

Игроки «Крыльев Советов» в национальных сборных России и СССР
| Игрок                 | дебют      | возраст | ОЧМ | ЧЕ | ОЧЕ | ТМ | Всего |
| --------------------- | ---------- | ------- | --- | -- | --- | -- | ----- |
| Андрей Каряка         | 15.08.2001 | 23      | 4   | 3  | 8   | 16 | 31    |
| Александр Анюков      | 25.05.2004 | 21      | 3   | 1  | —   | 5  | 9     |
| Денис Колодин         | 18.08.2004 | 22      | 2   | —  | —   | 2  | 4     |
| Галимзян Хусаинов     | 17.08.1960 | 23      | —   | —  | —   | 2  | 2     |
| Сергей Пиняев         | 17.11.2022 | 18      | —   | —  | —   | 2  | 2     |
| Альфред Фёдоров       | 04.09.1965 | 30      | —   | —  | —   | 1  | 1     |
| Николай Осянин        | 05.11.1965 | 23      | —   | —  | —   | 1  | 1     |
| Антон Бобёр           | 27.03.2002 | 19      | —   | —  | —   | 1  | 1     |
| Антон Зиньковский     | 26.03.2022 | 25      | —   | —  | —   | 1  | 1     |
| Максим Глушенков      | 24.09.2022 | 23      | —   | —  | —   | 1  | 1     |
| Роман Ежов            | 24.09.2022 | 25      | —   | —  | —   | 1  | 1     |
| Александр Коваленко   | 24.09.2022 | 19      | —   | —  | —   | 1  | 1     |
| Александр Солдатенков | 17.11.2022 | 25      | —   | —  | —   | 1  | 1     |
| Олег Иванов           | —          | —       | —   | —  | —   | —  | —     |

Футболисты, которые первыми представили свои страны в чемпионате России
| Страна               | Игрок                 | Года      | Игры | Голы |
| -------------------- | --------------------- | --------- | ---- | ---- |
| Алжир                | Раис М’Боли           | 2010—2013 | 17   | -26  |
| Аргентина            | Густаво Лильо         | 2002—2003 | 37   | 0    |
| Босния и Герцеговина | Александр Врховац     | 1999—2000 | 8    | 0    |
| Гаити                | Режиналь Горо         | 2013—2014 | 42   | 3    |
| Замбия               | Часве Нсофва          | 2003      | 3    | 0    |
| Ирак                 | Сафаа Хади            | 2020—2021 | 12   | 0    |
| Испания              | Катанья               | 2004      | 14   | 2    |
| Колумбия             | Хуан Карлос Эскобар   | 2007—2011 | 46   | 1    |
| Колумбия             | Дарвин Карлос Кинтеро | 2007—2008 | 11   | 1    |
| Тринидад и Тобаго    | Шелдон Бато           | 2015—2018 | 41   | 0    |
| КНДР                 | Цой Мин Хо            | 2006—2008 | 2    | 0    |

Игроки «Крыльев Советов» достигшие значимых результатов, выступая за другие клубы
| Игрок                 | Года                 | Игры | Голы | Комментарии                                                                |
| --------------------- | -------------------- | ---- | ---- | -------------------------------------------------------------------------- |
| Александр Анюков      | 2000—2005, 2019—2020 | 109  | 4    | на чемпионате Европы 2008, обладатель Кубка УЕФА (1) и Суперкубка УЕФА (1) |
| Александр Глеб        | 2012, 2017           | 15   | 0    | чемпион Испании (1) и победитель Лиги чемпионов УЕФА (1)                   |
| Сергей Игнашевич      | 1999—2000            | 31   | 2    | на чемпионате Европы 2008, обладатель Кубка УЕФА (1)                       |
| Андрей Канчельскис    | 2006                 | 22   | 1    | чемпион Англии (2) и обладатель Суперкубка УЕФА (1)                        |
| Ян Коллер             | 2008—2009            | 47   | 16   | на чемпионате Европы 2004, чемпион Германии (1)                            |
| Денис Колодин         | 2004—2005            | 46   | 3    | на чемпионате Европы 2008                                                  |
| Николай Кольцов       | 1957—1960            | 95   | 0    | чемпион СССР (1)                                                           |
| Константин Крижевский | 1946—1947            | 20   | 0    | чемпион СССР (4)                                                           |
| Василий Кульков       | 1999                 | 7    | 0    | чемпион Португалии (2)                                                     |
| Евгений Ловчев        | 1980                 | 22   | 13   | на Олимпийских играх 1972                                                  |
| Теньо Минчев          | 1989                 | 28   | 0    | первый легионер в СССР                                                     |
| Владислав Радимов     | 2001—2002            | 49   | 5    | обладатель Кубка УЕФА (1) и Суперкубка УЕФА (1)                            |
| Рони                  | 2004                 | 8    | 1    | на Кубке конфедераций 1999                                                 |
| Александр Салугин     | 2008—2010            | 23   | 0    | обладатель Кубка УЕФА (1)                                                  |
| Игорь Семшов          | 2013—2014            | 15   | 2    | на чемпионате Европы 2008                                                  |
| Борис Смыслов         | 1948—1952            | 90   | 10   | Обладатель Кубков СССР 1946 и 1947 годов                                   |
| Соуза                 | 2003—2005            | 66   | 5    | на Кубке Америке 1995 и на Кубке КОНКАКАФ 1996                             |
| / Рустям Фахрутдинов  | 1991—1995            | 96   | 33   | 105 игр и 35 голов за клуб с учётом матчей в Кубках СССР и России          |
| Иржи Ярошик           | 2008—2009            | 49   | 4    | чемпион Англии (1)                                                         |

## Болельщики
Средняя посещаемость домашних матчей команды в российской истории по сезонам, без учёта стыковых матчей и выступлений в Кубке России.
Информация с сайта transfermarkt.ru
| Премьер Лига ФНЛ | - с учётом: ➀ — 3-х домашних матчей на нейтральном поле в Тольятти (1996) ➁ — одного домашнего матча на нейтральном поле в Уфе (2016/17) ➂ — ограничений посещаемости стадиона в связи с COVID-19 (2020/21 и 2021/22) ➃ — введения карты болельщика Fan ID (2022/23) |

Известные болельщики
- Варламов, Семён Александрович[146]
- Кононенко, Олег Дмитриевич[147]
- Латыпов, Эдуард Ратмилевич[148]
- Орлов, Владимир Павлович[149]
- Росовский, Алексей Андреевич
- Саитов, Олег Элекпаевич
- Сироткин, Андрей Витальевич[150]
- Титов, Константин Алексеевич[151]
- Щербаков, Михаил Александрович[152]

| Самые посещаемые матчи на стадионе «Металлург» - 05.04.1997 «Крылья Советов» — «Алания» (Владикавказ) — 44 000 зрителей - 04.04.1998 «Крылья Советов» — «Алания» (Владикавказ) — 41 000 зрителей - 14.04.2000 «Крылья Советов» — «Спартак» (Москва) — 41 000 зрителей - 09.05.1998 «Крылья Советов» — «Спартак» (Москва) — 40 000 зрителей | Самые посещаемые матчи на стадионе «Самара Арена» - 06.05.2018 «Крылья Советов» — «Кубань» (Краснодар) — 40 619 зрителей - 31.07.2018 «Крылья Советов» — ЦСКА (Москва) — 39 137 зрителей - 18.05.2019 «Крылья Советов» — «Спартак» (Москва) — 37 276 зрителей Абсолютная посещаемость - 27.09.1964 «Динамо» (Киев) — «Крылья Советов» — 90 000 зрителей (Финал Кубка СССР по футболу 1964) |

## Тренировочная база
В 1945 году «Крылья Советов» готовились к матчам, проживая на девятой просеке, на бывшей даче купца Неклютина.
Учебно-тренировочная база «Крылья Советов» находится в Самаре по адресу Шушенская улица, 50а, по соседству с Загородным парком. База была передана клубу в 1972 году (первая тренировочная база находилась в том же месте при Доме отдыха «Ударник» и была передана клубу в начале лета 1961 года). Тогда это был профилакторий завода «Металлург». База клуба включает в себя комплекс зданий для тренировок и проживания игроков. Это административное здание, гостиница, тренировочно-оздоровительный комплекс, баня, два футбольных поля (натуральное, 105×68 метров, и искусственное). Сейчас объект принадлежит Самарской области. В 2009 году базу посетили тигры Аскольда и Эдгарда Запашных.

## «Крылья Советов» в творчестве и культуре
Музей самарского футбола
10 июля 2008 года в Самаре был открыт первый в России общественный музей самарского футбола, большая часть экспозиции которого посвящена истории футбольного клуба «Крылья Советов».
Почтовые марки
В 2017 году был отмечен 75-летний юбилей футбольного клуба «Крылья Советов». К этому событию в Молдове были выпущены малым тиражом персонифицированные почтовые марки (два почтовых блока по 12 марок каждый). Номинал почтовых марок 1,75 лей. На марках изображены логотип «Крыльев Советов», трибуны стадиона «Металлург» и 20 футболистов и тренеров клуба. Презентация марок была проведена на торжественных мероприятиях, посвящённых 75-летию «Крыльев Советов».

## Трансферные рекорды клуба
| 1  | 4,50 | Александр Соболев (23) | 42 (19)  | Спартак (Москва)        | 2020 | [ 160 ]         |
| 2  | 4,00 | Илья Максимов (26)     | 13 (5)   | Анжи                    | 2013 | [ 161 ]         |
| 3  | 3,20 | Антон Зиньковский (26) | 107 (15) | Спартак (Москва)        | 2022 | [ 162 ]         |
| 4  | 3,00 | Александр Анюков (22)  | 71 (3)   | Зенит (Санкт-Петербург) | 2005 | [ 163 ] [ 164 ] |
| 4  | 3,00 | Йоан Молло (27)        | 12 (5)   | Зенит (Санкт-Петербург) | 2017 | [ 165 ]         |
| 6  | 2,67 | Максим Глушенков (23)  | 54 (15)  | Локомотив (Москва)      | 2022 | [ 166 ]         |
| 6  | 2,67 | Сергей Пиняев (18)     | 39 (5)   | Локомотив (Москва)      | 2022 | [ 166 ]         |
| 8  | 2,50 | Агустин Рохель (21)    | 16 (0)   | Тулуза                  | 2019 | [ 167 ]         |
| 9  | 2,15 | Иван Сергеев (26)      | 57 (46)  | Зенит (Санкт-Петербург) | 2022 | [ 168 ]         |
| 10 | 2,00 | Андрей Каряка (27)     | 155 (56) | Бенфика (Лиссабон)      | 2005 | [ 169 ]         |
| 10 | 2,00 | Патрик Овие (27)       | 86 (2)   | Динамо (Москва)         | 2005 | [ 164 ]         |
| 10 | 2,00 | Огнен Короман (26)     | 50 (3)   | Терек                   | 2005 | [ 164 ]         |
| 10 | 2,00 | Денис Колодин (23)     | 39 (2)   | Динамо (Москва)         | 2005 | [ 164 ]         |
| 10 | 2,00 | Гиа Григалава (24)     | 5 (0)    | Анжи                    | 2013 |                 |

| 1  | 3,50 | Огнен Короман (26)    | 50 (3)  | Динамо (Москва)     | 2003 | [ 164 ] |
| 2  | 3,00 | Соуза (28)            | 56 (8)  | Атлетико Минейро    | 2003 | [ 164 ] |
| 3  | 2,00 | Евгений Савин (24)    | 96 (19) | Амкар               | 2008 | [ 164 ] |
| 4  | 1,80 | Максим Глушенков (22) | 54 (15) | Спартак (Москва)    | 2022 | [ 170 ] |
| 5  | 1,75 | Бенхамин Гарре (22)   |         | Расинг (Авельянеда) | 2023 | [ 171 ] |
| 6  | 1,60 | Мойзес (24)           | 22 (1)  | Спартак (Москва)    | 2003 | [ 164 ] |
| 7  | 1,50 | Сергей Будылин (29)   | 55 (3)  | Рубин               | 2008 | [ 164 ] |
| 8  | 1,50 | Денис Колодин (21)    | 39 (2)  | Уралан              | 2008 | [ 164 ] |
| 9  | 1,33 | Владимир Сычевой (26) |         | Оренбург            | 2022 | [ 172 ] |
| 10 | 1,30 | Иван Таранов (21)     | 229 (8) | ЦСКА (Москва)       | 2008 | [ 164 ] |